# Púca

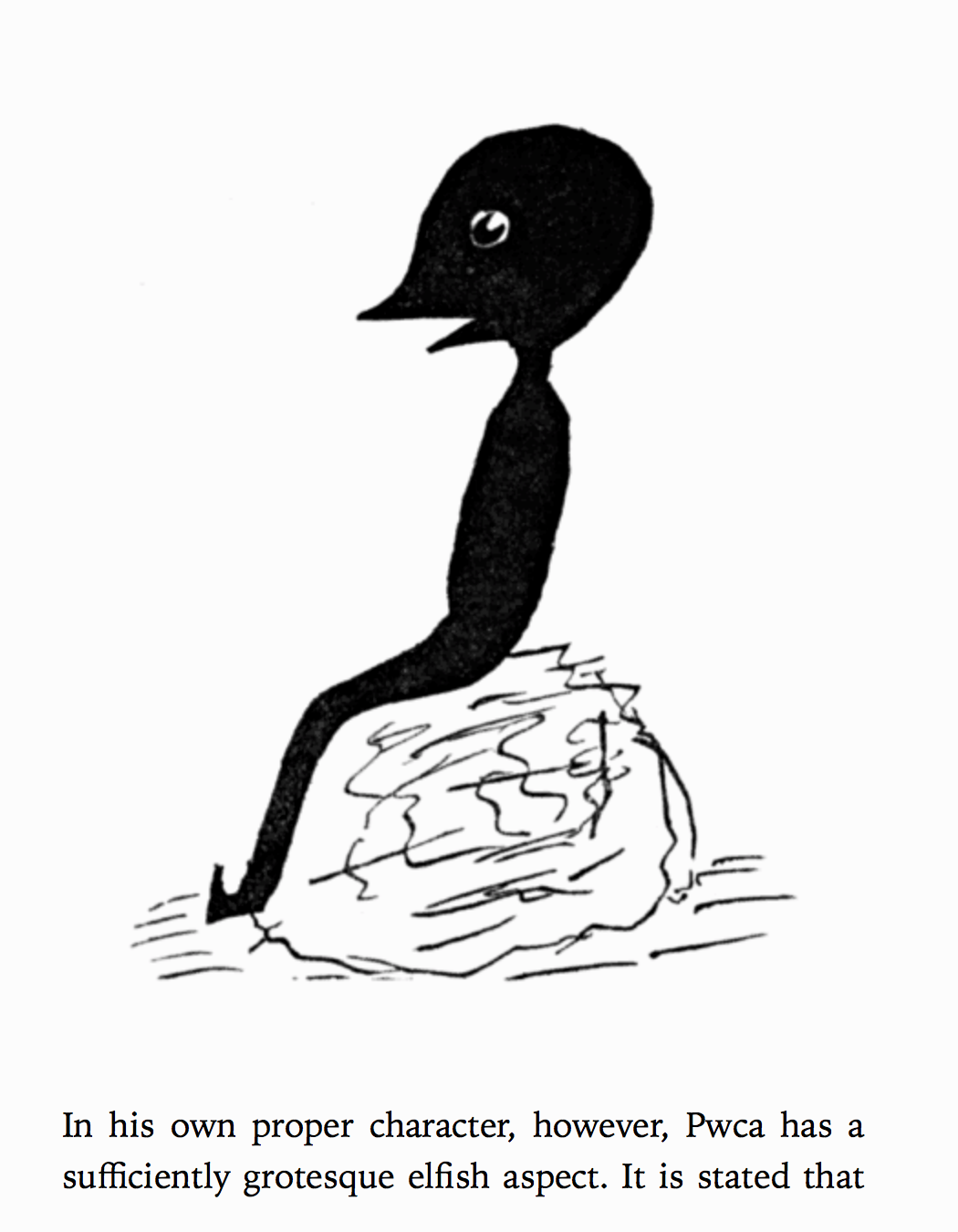
Representación del Pwca en el libro de Wirt Sikes British Goblins: Welsh Folk-lore, Fairy Mythology, Legends and Traditions, 1880.

La púca (irlandés para espíritu/fantasma; plural púcaí), puca (inglés antiguo para duende; plural pucel), pwca, pooka, phouka o puck es una criatura del folclore celta y germano. Considerados portadores tanto de buena como de mala fortuna, podían ayudar o perjudicar a las comunidades rurales y marinas. Los pucaí puede tener pelaje o pelo oscuro o blanco. Se decía que las criaturas cambiaban de forma y podían adoptar la apariencia de caballos, cabras, gatos, perros y liebres. También pueden tomar una forma humana, que incluye varias características animales, como orejas o cola.

## Etimología y análogos
Si bien se desconoce el origen preciso del nombre, algunos teorizan que se originó en el idioma germano antes de ser introducido en la cultura celta. La atestación más antigua de la palabra se ha encontrado en el idioma anglosajón, donde parece haber estado en uso ya en el siglo VIII, según la evidencia del nombre del lugar.
La púca tiene equivalentes en las culturas celta y germana del noroeste de Europa.Por ejemplo, en las lenguas escandinavas encontramos, según el OED, púki ("demonio travieso") en islandés antiguo, púki ("diablo") en feroés, puke (espíritu maligno, persona traviesa) en noruego, puke ("espíritu maligno") en sueco antiguo, puke ("espíritu maligno, diablo, duende") en sueco (principalmente regional), y puge ("espíritu maligno") en danés antiguo. En la mitología galesa se denomina pwca y en córnico Bucca (por lo que está relacionado en etimología y entorno con el bugaboo). En las islas del Canal, se decía que los pouque eran hadas que vivían cerca de piedras antiguas; en francés normando de las islas (p. ej. jerseyés), un crómlech, o tumba prehistórica, se conoce como pouquelée o pouquelay(e); poulpiquet y polpegan son términos correspondientes en Bretaña.

## Naturaleza
La púca puede considerarse tanto una criatura amenazante como benéfica. El mitólogo Thomas Keightley afirma que "las nociones al respecto son muy vagas", y en una breve descripción, comparte un relato recopilado por Thomas Crofton Croker de un niño que vivía cerca de Killarney que "los ancianos solían decir que las Pookas eran muy numerosas... hace mucho tiempo... , eran cosas malvadas, de aspecto oscuro, mentes perversas... que se aparecerían en forma de potros salvajes, con cadenas colgando de ellos", y haciendo mucho daño a los viajeros desprevenidos. Además, se advertía a los niños y niñas malos que no comieran moras demasiado maduras, porque esto era una señal de que una púca había entrado en ellas.

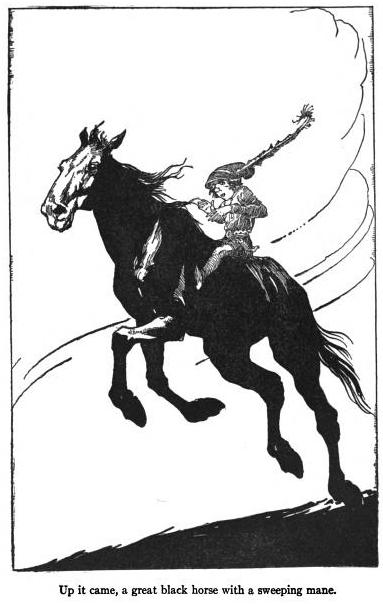
La púca como un potro negro desbocado, con un niño de jinete

Un tema común del folclore alrededor de la púca es su propensión a realizar travesuras. Se dice comúnmente que atraen a los humanos para que den un paseo en su espalda, dándole al jinete un viaje salvaje y aterrador antes de dejar a la desafortunada persona en el lugar del que fueron sacados. Esta tradición tiene similitudes con otras criaturas populares del folclor irlandés, como los daoine maithe (buenas personas) o los slua si (hadas anfitrionas), que se dice que atacan a los humanos en los caminos o a lo largo de sus "pasos" regulares. Estos encuentros de humanos con la púca tenderían a ocurrir en lugares rurales, aislados, alejados de asentamientos o viviendas.

Una traducción de una historia de la púca irlandesa, "An Buachaill Bó agus an Púca", contada por el narrador Seán Ó Cróinín, describe el siguiente método de control de una púca tal como lo hizo un niño que había sido el objetivo de la criatura una vez antes:
... el granjero le preguntó al muchacho qué lo había mantenido fuera tan tarde. El muchacho le dijo.

 "Tengo espuelas", dijo el granjero. "¡Póntelas esta noche y si te lleva dale con las espuelas!" Y esto fue lo que hizo el muchacho. La cosa lo arrojó desde su lomo y el muchacho regresó lo suficientemente pronto. Una semana después, el (pooka) estaba nuevamente ante él después de guardar a las vacas.
"Ven a mí", dijo el muchacho, "para que pueda subirme a tu lomo".
¿Tienes las cosas afiladas puestas?, dijo el animal.
"Ciertamente", dijo el muchacho.

 "Oh, entonces no me acercaré a ti", dijo.
El poder protector de las "cosas afiladas", que es como las púcas se refieren siempre a ellas en los cuentos, puede provenir de la creencia irlandesa de que el "hierro frío" tiene la capacidad de proteger contra lo sobrenatural.
En contraste, Jane Wilde representa a la púca como una ayudante de los agricultores, según relata en el siguiente cuento. El hijo de un granjero llamado Padraig un día notó la presencia invisible de la púca y la llamó, ofreciéndole un abrigo. La púca apareció en la forma de un toro joven y le dijo que fuera de noche al viejo molino. Desde entonces en adelante, la púca iba a escondidas de noche y hacía todo el trabajo de molienda de los costales de maíz para elaborar harina. Padraig se quedó dormido la primera vez, pero luego se ocultó en un cofre para verlas, y luego les regaló un traje de seda fina. Esto hizo que inesperadamente la púca se fuera a "ver un poco del mundo" y cesara su trabajo. Pero para entonces la riqueza del agricultor le permitió retirarse y darle educación a su hijo. Posteriormente, en la boda de Padraig, la púca dejó como regalo una copa de oro llena de una bebida que evidentemente aseguraba su felicidad.
Otro ejemplo de la púca como una entidad benévola o protectora se presenta en los cuentos donde la criatura interviene ante un terrible accidente o antes de que la persona esté a punto de toparse con un hada o espíritu malévolo. En varias de las variantes regionales de las historias donde la púca actúa como guardiana, la púca se identifica ante el desconcertado humano. Esto es particularmente digno de mención, ya que contrasta con la tradición de muchos otros seres folclóricos, los cuales protegen sus identidades o nombres de los humanos.

## Morfología y fisiología
Según la leyenda, la púca es una hábil criatura metamórfica, capaz de asumir una variedad de formas aterradoras o agradables. Puede tomar una forma humana, pero suele tener rasgos animales, como orejas o cola. Como animal, la púca aparecerá más comúnmente como un caballo, un gato, un conejo, un cuervo, un zorro, un lobo, una cabra, un goblin o un perro. Sin importar la forma que adopte, su pelaje es casi siempre oscuro. Por lo general, toma la forma de un elegante caballo negro con una melena suelta y ojos dorados luminiscentes. (El glashtyn manés también toma forma humana, pero generalmente traiciona las orejas de su caballo y es análogo al each-uisge.)
Si se atrae a un humano sobre el lomo de una púca, se sabe que lo hace montar salvajemente; sin embargo, a diferencia de un kelpie, que tomará a su jinete y se sumergirá en el arroyo o lago más cercano para ahogarlo y devorarlo, la púca no le hará ningún daño real a su jinete. Sin embargo, según algunos folcloristas, el único hombre que montó la púca fue Brian Boru, rey supremo de Irlanda, usando una brida especial que incorporaba tres pelos de la cola de la púca.

## Tradiciones agrícolas
Ciertas tradiciones agrícolas rodean a la púca. Es una criatura asociada con el Samhain, un festival de la cosecha gaélico, cuando se recogen las últimas cosechas. Todo lo que queda en los campos se considera "puka", o maldito y, por lo tanto, incomible. En algunos lugares, los segadores dejan una pequeña parte de la cosecha, la "parte de la púca", para aplacar el hambre de la criatura. No obstante, el 1 de noviembre es el día de la púca y el único día del año en que se puede esperar que se comporte civilizadamente.
A principios de noviembre, se sabía que la púca, en algunos lugares, defecaba o escupía sobre las frutas silvestres, haciéndolas incomibles e inseguras de ahí en adelante.

## Variantes regionales
En algunas regiones se habla de la púca con bastante más respeto que con temor; si se trata con deferencia, en realidad puede ser beneficiosa para quienes lo encuentran. La púca es una criatura de las montañas y cerros, y en esas regiones se cuenta que aparece en noviembre y brinda profecías y advertencias a quienes la consultan.
En algunas partes del condado de Down en Irlanda del Norte, la púca se manifiesta como un duende bajo y desfigurado que exige que le den una parte de la cosecha; en Laois, aparece como un monstruoso coco, mientras que en Waterford y Wexford, la púca aparece como un águila con una enorme envergadura, y en Roscommon, como una cabra negra.